# Émile Brisson
Pour les articles homonymes, voir Brisson.
Émile Brisson, né le 10 octobre 1852 à Lenharrée (dans le département de la Marne et mort le 1er août 1935 à Nogent-sur-Marne, est un homme politique français.

## Biographie
Il est d'abord directeur d'une école primaire supérieure avant de devenir maire de Nogent-sur-Marne de 1907 à 1919 et conseiller général de la Seine dont il assure la présidence de 1924 à 1925. Il sera nommé chevalier puis élevé officier de la Légion d'honneur (1925).
Il est surtout connu pour être entré en conflit avec le maire qui lui avait succédé, Pierre Champion, dans l'affaire de la construction du boulevard Blanchon qui devait couper Nogent en deux et traverser la propriété Smith-Champion . La famille Smith-Champion défendit le site en mettant en avant le fait que le peintre Watteau y avait vécu ses derniers jours.

En 1910, à la suite de ses recherches, il démontra la supercherie, prouvant que Watteau était mort dans la propriété Le Febvre.

En outre, grâce à son assistance, fut érigé, dans le carré musulman du cimetière de la ville de Nogent, une kouba, inaugurée le 16 juillet 1919. Par faute d'entretien, le monument se dégrada jusqu'à la survenance de son effondrement naturel, le 9 mars 1982. L'initiative et la ténacité de quelques-uns permit sa reconstruction et son inauguration en 2011.
Émile Brisson mourut à Nogent le 1er août 1935. Une rue de Nogent-sur-Marne porte son nom.